# Долинський газопереробний завод
Долинський газопереробний завод — український газопереробний завод. Сировиною для заводу служать нафтовий газ Долинського, Бориславського та Надвірнянського нафтогазовидобувних управлінь ВАТ «Укрнафта» та привізна широка фракція легких вуглеводнів. Призначенням заводу є відбензинення сирого газу, який видобувають з нафтою в Карпатському нафтогазоносному регіоні, та подача його в магістральні газопроводи, а також переробка суміші вуглеводнів з метою виробництва стабільного газового бензину та скраплених вуглеводневих газів різних марок.

## Історія
Будівництво заводу розпочато 1959 року. У 1964 завершено спорудження технологічного блоку № 1, 1966 — технологічного блоку № 2. Долинський газопереробний завод введено в експлуатацію в 1966 році.
У структуру підприємства для відбензинення сирого нафтового газу та розділення суміші рідких продуктів на окремі вуглеводні ввійшли: компресорний цех для стискування сирого газу до тиску 30 атмосфер і дотискування відбензиненого газу до 55 атмосфер; установки масляної абсорбції з глибиною поглинання цільових вуглеводнів до 90 % та газофракціонування; склад готової продукції та паливна естакада для зберігання і відвантаження готової продукції. Проектна потужність заводу з переробки газу складала 876 млн м3 на рік, з виробництва рідких продуктів газопереробки — 185 тис. т на рік. Введення в дію заводу дозволило розв'язати питання використання попутнього газу Долинського нафтового родовища, пуску газопроводу Долина–Івано-Франківськ–Чернівці. Прикарпатський газ розпочали транспортувати в Київ, Москву, Ленінград (нині С.-Петербург), країни Балтії.
Від 1970 у складі Долинського газопереробного заводу — Пасічнянське газопереробне виробництво, від 1979 — Бориславський газопереробний завод. 1973 року на заводі вироблено 281 тис. т (найбільший показник) скрапленого газу та стабільного бензину. Загалом за роки функціонування на заводі перероблено понад 25 млрд м3 нафтового газу, виготовлено 3490 тис. т скрапленого газу, понад 1920 тис. т стабільного бензину та фракції легкої, 21 млрд м3 відбензиненого газу, у 1990–2000-х рр. відповідно — 3 млрд м3 нафтового газу, 413 тис. т скрапленого газу, 288 тис. т стабільного бензину та фракції легкої, 2,3 млрд м3 відбензиненого газу.
Внаслідок зменшення видобутку газу в західному регіоні підприємство працює над залученням привізної сировини, зокрема переробляє газовий конденсат зі Східної України, широку фракцію легких вуглеводнів з РФ та Білорусі. У соціальній сфері, бази відпочинку в Карпатах, пансіонат «Гуцулка» в смт Східниця Львів. обл. Підприємство бере участь у реалізації соціальних програм для населення Долини та району.

## Виробництво
Бензин газовий стабільний використовується як компонент автомобільних бензинів. Зріджені вуглеводневі гази використовуються в якості палива в комунально-побутовому господарстві та як моторне пальне для автотранспорту. Відбензинений газ служить паливом в промисловому та комунально-побутовому секторі.
В зв'язку із зменшенням видобутку нафти в західних областях України різко зменшилась кількість нафтового газу — сировини для заводу. Тому завод завантажений по переробці нафтового газу на 25, 9 %, а по виробництву рідких продуктів газопереробки на 14,4 %.
Основною проблемою в роботі заводу є недозавантаження виробничих підрозділів сировиною. Такою сировиною є широка фракція легких вуглеводнів, яка надходила з Російської Федерації. В даний час надходження сировини з Росії призупинені.
Долинський газопереробний завод має можливість переробляти до 200 тис. тонн широкої фракції легких вуглеводнів в рік. Це в значній мірі зменшило б дефіцит зрідженого газу та автомобільного бензину в Україні.
При наявності сировини завод має можливість виробляти вуглеводневий пропелент, який служить замінником озоноруйнівних фреонів в аерозольних упаковках.

## Потужності
- по переробці нафтового газу — 910 млн м в рік;
- по виробництву зрідженого газу — 155 тис. тонн в рік;
- по виробництву бензину газового стабільного — 50 тис. тонн в рік.

## Продукція
- бензин газовий стабільний;
- зріджені вуглеводні гази;
- відбензинений газ.

## Керівництво
- І. Тусевич (1964–86)
- І. Оринчак (1986—2003)
- Б. Депутат (від 2005)